# Кравцов, Вячеслав Валерьевич
Вячеслав Валерьевич Кравцов (укр. В’ячеслав Валерійович Кравцов род. 25 августа 1987 года) — украинский профессиональный баскетболист, играющий на позиции центрового за баскетбольный клуб «Менорка».

## Карьера

### Клубная
Вячеслав Кравцов выступал за украинские клубы «Киев» и «Донецк». За время выступлений на Украине трижды (сезоны 2009—2010, 2010—2011, 2011—2012) становился лучшим центровым Суперлиги. В сезоне 2011/12 Суперлиги Кравцов в среднем за игру набирал 10,6 очка и делал 5,5 подбора и 1,6 блок-шота и вместе с БК Донецк завоевал золотые медали чемпионата Украины.
В 2009 году выставлял свою кандидатуру на драфт НБА, но не был выбран. В 2010 году играл за «Бостон Селтикс» в матчах Летней лиги НБА. Перед началом сезона НБА 2012/2013 подписал двухлетний контракт с клубом «Детройт Пистонс», сумма сделки составила $3 млн. Дебютировал в составе новой команды 21 декабря 2012 года в матче против «Вашингтон Уизардс», провёл на площадке 6 минут, набрал 3 очка, а его команда одержала убедительную победу над аутсайдером со счётом 100-68.
Вячеслав Кравцов стал первым новичком «Пистонс», невыбранным на драфте, которому удалось сделать дабл-дабл. 22 февраля в матче с «Индианой» он набрал 14 очков и сделал 10 подборов за 29 минут на паркете.
Всего в сезоне 2012/2013 Вячеслав отыграл за «Пистонс» в 25 матчах, в которых приносил своей команде в среднем 3,1 очка и делал 1,8 подбора за 9 минут на паркете. Реализация бросков с игры украинского центрового составила 71,7 %.
30 июля 2013 года, Вячеслав Кравцов, вместе с Брендоном Найтом и Крисом Миддлтоном был обменян в команду «Милуоки Бакс» на разыгрывающего Брендона Дженнингса. 29 августа того же года Кравцов и Иш Смит были обменяны в «Финикс Санз» на Кэрона Батлера.
Летом 2015 года стал свободным агентом. В сентябре принял участие в Киевском марафоне на дистанции 2 километра «БіжиДопоможи», во время которого заявил, что находится в поиске нового клуба и не рассматривает варианты на Украине.. Кравцов не поехал на Евробаскет-2015 в составе сборной, и 30 сентября подписал краткосрочный контракт с московским ЦСКА. По окончании контракт ЦСКА решил не продлевать его действие.

### Сборная Украины
Вячеслав Кравцов также является игроком сборной Украины по баскетболу, дебютировал за которую в 2006 году. В составе сборной принимал участие в чемпионате Европы по баскетболу 2011 года, по ходу которого приносил своей команде 7,0 очка и 6,6 подбора за игру, при реализации 61,1 % с игры. Лучшим для Вячеслава стал матч против сборной Бельгии, в котором он принес украинской команде 13 очков и 16 подборов, при реализации 83,3 % (5 из 6 бросков).
В 2013 году Кравцов выступал за сборную Украины на своем втором чемпионате Европы. В 10 матчах словенского Евробаскета Слава приносил украинской команде 7,4 очка + 4,5 подбора + 2,0 блок-шота в среднем за игру. Лучшим матчем на еврофоруме для Вячеслава стала игра четвертьфинала против Хорватии, в которой центровой отметился следующей статистикой: 15 очков, 4 подбора и 3 блок-шота, реализовав 6 из 8 бросков с игры, а также 3 из 4 штрафных бросков.

## Статистика

### Статистика в НБА
| Сезон                                                                                    | Команда | Регулярный сезон | Регулярный сезон | Регулярный сезон | Регулярный сезон | Регулярный сезон | Регулярный сезон | Регулярный сезон | Регулярный сезон | Регулярный сезон | Регулярный сезон | Регулярный сезон | Серия плей-офф | Серия плей-офф | Серия плей-офф | Серия плей-офф | Серия плей-офф | Серия плей-офф | Серия плей-офф | Серия плей-офф | Серия плей-офф | Серия плей-офф | Серия плей-офф |
| Сезон                                                                                    | Команда | GP               | GS               | MPG              | FG%              | 3P%              | FT%              | RPG              | APG              | SPG              | BPG              | PPG              | GP             | GS             | MPG            | FG%            | 3P%            | FT%            | RPG            | APG            | SPG            | BPG            | PPG            |
| ---------------------------------------------------------------------------------------- | ------- | ---------------- | ---------------- | ---------------- | ---------------- | ---------------- | ---------------- | ---------------- | ---------------- | ---------------- | ---------------- | ---------------- | -------------- | -------------- | -------------- | -------------- | -------------- | -------------- | -------------- | -------------- | -------------- | -------------- | -------------- |
| 2012/13                                                                                  | Детройт | 25               | 0                | 8,9              | 71,7             | 0,0              | 29,7             | 1,8              | 0,4              | 0,2              | 0,4              | 3,1              | Не участвовал  | Не участвовал  | Не участвовал  | Не участвовал  | Не участвовал  | Не участвовал  | Не участвовал  | Не участвовал  | Не участвовал  | Не участвовал  | Не участвовал  |
| 2013/14                                                                                  | Финикс  | 20               | 0                | 3,0              | 53,3             | 0,0              | 50,0             | 0,9              | 0,1              | 0,0              | 0,1              | 1,0              | Не участвовал  | Не участвовал  | Не участвовал  | Не участвовал  | Не участвовал  | Не участвовал  | Не участвовал  | Не участвовал  | Не участвовал  | Не участвовал  | Не участвовал  |
|                                                                                          | Всего   | 45               | 0                | 6,3              | 67,2             | 0,0              | 33,3             | 1,4              | 0,2              | 0,1              | 0,2              | 2,2              | Не участвовал  | Не участвовал  | Не участвовал  | Не участвовал  | Не участвовал  | Не участвовал  | Не участвовал  | Не участвовал  | Не участвовал  | Не участвовал  | Не участвовал  |
| Наведите курсор мыши на аббревиатуры в заголовке таблицы, чтобы прочесть их расшифровку. |         |                  |                  |                  |                  |                  |                  |                  |                  |                  |                  |                  |                |                |                |                |                |                |                |                |                |                |                |

### Статистика в других лигах
| Сезон                                                                                   | Команда            | Лига                  | GP  | GS | MPG  | FG%  | 3P% | FT%  | RPG | APG | SPG | BPG | PPG  |  |
| 2011/12                                                                                 | Все клубы          | Все лиги              | 65  | 51 | 22,6 | 67,0 | 0,0 | 63,4 | 5,1 | 0,7 | 0,4 | 1,7 | 10,0 |  |
| 2011/12                                                                                 | Донецк             | Чемпионат Украины     | 50  | 41 | 23,0 | 67,7 | 0,0 | 62,4 | 5,5 | 0,7 | 0,4 | 1,6 | 10,6 |  |
| 2011/12                                                                                 | Донецк             | Кубок Европы          | 14  | 9  | 22,1 | 63,8 | 0,0 | 69,2 | 3,9 | 0,4 | 0,4 | 1,7 | 8,2  |  |
| 2011/12                                                                                 | Донецк             | Квалификация Евролиги | 1   | 1  | 10,7 | 75,0 | 0,0 | 0,0  | 2,0 | 0,0 | 0,0 | 3,0 | 6,0  |  |
| 2014/15                                                                                 | Фошань Лонг-Лайонс | КБА                   | 37  | 8  | 30,8 | 62,6 | 0,0 | 67,2 | 9,8 | 1,0 | 0,5 | 2,2 | 16,1 |  |
| 2015/16                                                                                 | Все клубы          | Все лиги              | 19  | 0  | 13,8 | 61,2 | 0,0 | 52,1 | 3,7 | 0,5 | 0,3 | 0,9 | 5,6  |  |
| 2015/16                                                                                 | ЦСКА               | Евролига              | 7   | 0  | 6,8  | 81,8 | 0,0 | 46,2 | 1,6 | 0,3 | 0,0 | 0,4 | 3,4  |  |
| 2015/16                                                                                 | ЦСКА               | Единая лига ВТБ       | 2   | 0  | 8,3  | 60,0 | 0,0 | 0,0  | 3,5 | 0,0 | 0,5 | 0,0 | 3,0  |  |
| 2015/16                                                                                 | Сарагоса           | Чемпионат Испании     | 5   | 0  | 16,4 | 64,3 | 0,0 | 54,5 | 4,0 | 0,8 | 0,6 | 1,0 | 4,8  |  |
| 2015/16                                                                                 | Сарагоса           | Кубок Европы          | 5   | 0  | 23,0 | 54,1 | 0,0 | 59,1 | 6,4 | 0,6 | 0,2 | 1,8 | 10,6 |  |
|                                                                                         |                    | Всего                 | 121 | 59 | 23,7 | 64,5 | 0,0 | 63,8 | 6,3 | 0,7 | 0,4 | 1,7 | 11,2 |  |
| Наведите курсор мыши на аббревиатуры в заголовке таблицы, чтобы прочесть их расшифровку |                    |                       |     |    |      |      |     |      |     |     |     |     |      |  |

## Достижения

### Клубные
«Киев» :
- Чемпион Украины : 2005
- Серебряный призёр чемпионата Украины : 2006, 2007, 2008

 «Донецк» :
- Чемпион Украины : 2012
- Серебряный призёр чемпионата Украины : 2011

### Индивидуальные
- MVP «Финала четырёх» Кубка Суперлиги : 2010
- Лучший украинский игрок Суперлиги по версии iSport.ua : 2010
- Участник матча всех звёзд Суперлиги : 2008, 2009, 2010, 2011, 2012

## Личная жизнь
В сентябре 2019 года Вячеслав Кравцов сделал предложение «Мисс Тернополь» и «Вице-мисс Украина-2015» Элине Руденко. В конце 2019 года пара расписалась.
8 февраля 2021 года у пары родилась дочь Мелисса.